# Tipula (Microtipula) pritchardi
Tipula (Microtipula) pritchardi is een tweevleugelige uit de familie langpootmuggen (Tipulidae). De soort komt voor in het Neotropisch gebied.